# Farbdarstellung
Farbdarstellung ist die Technik zur Darstellung von Farbe.
Bei der Farbdarstellung wird die Farbe bzw. der Eindruck der Farbe durch Farbmischung erzielt. Generell werden zwei Farbmodelle verwendet. Entweder das „additive“ Farbmodell (RGB) oder das „subtraktive“ Farbmodell (CMYK). Das additive Modell wird zur Darstellung der Farbe an Bildschirmen eingesetzt, das subtraktive zur Darstellung der Farbe auf einem Druckprodukt.

## Eindruck von Farbe
Die Farbwahrnehmung ist ein Sinneseindruck, der durch äußere Reize des Auges im Gehirn hervorgerufen wird. Farbempfindung ist ein komplexer Vorgang der auf physikalischen, physiologischen und psychologischen Vorgängen basiert. Ein Farbeindruck entsteht durch ein Objekt oder eine Lichtquelle, die von einem Beobachter betrachtet wird. Lichtquellen senden elektromagnetische Strahlung aus und leuchten somit selbst. Ein Objekt reagiert je nach Beschaffenheit anders. Es absorbiert Licht, reflektiert Licht oder reemittier Licht. Wird das Licht komplett absorbiert erscheint das Objekt als schwarz.

## Darstellung am Monitor
Anwendung des additiven Verfahrens.
Grundsätzlich gilt hier, dass jeder Monitor jede Farbe in einem anderen Farbton darstellt. Das liegt daran, dass das Phosphor überall unterschiedlich sein kann.
Manche Monitor-Hersteller geben bekannt was für Phosphorwerte in ihren Monitoren verwendet werden. Dies ist der Grund warum z. B. „blau“ auf unterschiedlichen Monitoren unterschiedlich aussieht.
Kalibrierung und Profilierung des Monitors bestimmt das Endergebnis mit. Dies ist wichtig für die Produzenten von Monitordarstellungen, aber auch für den Betrachter einer Internetseite.

## Darstellung im Druck
Anwendung des subtraktiven Verfahrens.
Die Darstellung von Farbe im Druck hängt stark von der Beschaffenheit des Materials ab, auf das die Farbe gedruckt wird.
Das Bild in einer Tageszeitung erscheint anders, als das in einer Hochglanzbroschüre. Das Papier einer Tageszeitung ist sehr dünn und gräulich im Aussehen. Die Beschaffenheit des Papiers gibt an, zu wie viel Prozent die Farbe aufgetragen werden darf, damit diese z. B. nicht ineinanderlaufen. Reines Weiß kann in einer Tageszeitung nicht dargestellt werden.

## Farbprofile
Farbprofile sind Beschreibungen von Geräten zum Umgang mit Farben z. B. Drucker, Scanner oder Monitore.
siehe Farbmanagement

## Weblink
- Farbdarstellung bei ITWissen